# Cristina Gherasimov
Cristina Gherasimov, née le 29 janvier 1984, est une femme politique moldave. Depuis le 5 février 2024, elle est vice-Premième ministre de Moldavie pour l'Intégration européenne au sein du gouvernement Recean.

## Biographie
De janvier 2023 à janvier 2024, Cristina Gherasimov est conseillère de Maia Sandu, présidente de la république, sur les sujets liés à l'intégration européenne et la politique étrangère.
Dans le cadre de ses fonctions de vice-Première ministre pour son ministère créé en 2024, Cristina Gherasimov dirige les négociations de la procédure d'adhésion de la Moldavie à l'Union européenne et espère que le cadre de négociation établi par la Commission européenne permettra d'accélérer le programme de réformes domestiques pour une adhésion plus rapide de la Moldavie.